# Mariangelo Accursio
Mariangelo Accursio, o Accorso, (in latino Mariangelus Accursius; L'Aquila, 1489 – L'Aquila, 4 agosto 1546) è stato un umanista, filologo e archeologo italiano, noto per essersi occupato di ricerche epigrafiche e di studi filologici e per aver curato le opere di Ammiano Marcellino e di Cassiodoro.

## Biografia

### Inizi (1498-1523)
Si conosce poco sulla giovinezza e sui primi studi di Mariangelo Accursio. Il padre, Giovan Francesco Accursio, originario probabilmente di Norcia, era cancelliere del comune dell'Aquila e si ritiene sia stato lui ad aver impartito i primi insegnamenti al figlio.
Mariangelo era sicuramente a Roma nel settembre del 1513 quando, in occasione del conferimento della cittadinanza romana a Giuliano e Lorenzo de' Medici, compose Osco et Volsco dialogus, una composizione satirica contro lo stile latino di Giovan Battista Pio. Probabilmente a Roma frequentò l'umanista lussemburghese Johann Goritz (Ianus Corycius) in quanto la raccolta di poesie latine pubblicata da quest'ultimo nel 1524 (Coryciana) contiene un carme ("Protrepticon ad Corycium") e un epigramma di Accursio. In questo periodo si dedicò intensamente agli studi filologici e alle ricerche epigrafiche: gli studiosi sono concordi nell'identificare in Accursio l'anonimo che revisionò nel 1524 gli Epigrammata antiquae Urbis pubblicati nel 1521 da Iacopo Mazzocchi, la più cospicua raccolta di antiche iscrizioni romane compilata fino ad allora.

### In Germania (1523-1533)
Nel frattempo Accursio era diventato maggiordomo dei due giovani principi tedeschi Giovanni Alberto e Gumberto Hohenzollern di Brandeburgo, con i quali nel 1522 viaggiò per l'Europa centro-orientale e ai quali dedicò la sua più importante opera di filologia, le Diatribae, consistente in numerose castigationes (ossia, di correzioni ragionate a passi corrotti) di testi classici greci e latini. Con i due Hohenzollern, al seguito di Carlo V, Accursio visse in Spagna, Francia e Germania, dove continuò l'attività di epigrafista. Nel 1532 passò quindi al servizio del ricco banchiere e mecenate Anton Fugger ad Augusta; qui nel 1533 pubblicò due importanti editio princeps: le storie di Ammiano Marcellino, dedicate a Fugger, le Variae e il De anima di Cassiodoro, dedicate al cardinale Alberto di Hohenzollern.
In quello stesso anno tornò in Italia, continuando gli studi epigrafici e mantenendo i rapporti con i protettori tedeschi. Revisionò le Inscriptiones sacrosanctae vetustatis, la prima raccolta di iscrizioni antiche fatta da Pietro Apiano e Bartolomeo Amanzio in modo scarsamente critico; un'edizione autografa delle Inscriptiones corrette, conservata nella Biblioteca Ambrosiana, è andata  distrutta durante i bombardamenti della seconda guerra mondiale.

### In Italia (1534-1546)
Tornato all'Aquila, sposò Caterina Lucentini Piccolomini da cui ebbe un figlio, Casimiro, che morirà prematuramente nel 1563 durante gli studi di medicina all'università di Padova. Si occupò degli affari della città, dalla quale nel 1538 ricevette la piena cittadinanza, non posseduta a causa delle origini non aquilane del padre. Nel 1539 ricoprì la carica di camerlengo, la prima magistratura cittadina, e guidò spesso ambascerie presso Carlo V perché all'Aquila fossero restituiti i diritti che le erano stati tolti dopo la rivolta del 1528. L'attività politica degli ultimi anni non portò per risultati positivi e Accursio morì nel 1546 nella sua città natale, venendo sepolto nella basilica di San Bernardino.

## Opere
- Osco, Volsco, Romanaque eloquentia interlocutoribus, dialogus, ludis Romanis actus. Pubblicato probabilmente a Roma, per alcuni da E. Guillery, nel 1513, per altri da J. Beplin, nel 1515
- Mariangeli Accursii Diatribae, Romae: in aedibus Marcelli Argentei, octauo Kalendas Aprilis 25 III, 1524
- Ammianus Marcellinus a Mariangelo Accursio mendis quinque millibus purgatus, atque libris quinque auctus ultimis, nunc primum ab eodem inuentis, Augustae Vindelicorum: in aedibus Siluani Otmar, mense Maio 1533
- Magni Aurelii Cassiodori Variarum. Libri XII. Item. De anima. liber. vnus Recens inuenti, & in lucem dati a Mariangelo Accursio, Augustae. Vindelic. : ex. aedibus Henrici. Silicei, mense Maio 1533
- Decimi Magni Ausonii Burdigalensis Opera, Iacobus Tollius, M.D. recensuit, et integris Scaligeri, Mariang. Accursii, Freheri, Scriverii; selectis Vineti, Barthii, Acidalii, Gronovii, Graevii, aliorumque notis accuratissime digestis, nec non & suis adimadversionibus illustravit, Amstelodami: apud Ioannem Blaeu, 1671